# 沙利娜·拉邦泰
沙利娜·拉邦泰（法語：Charline Labonté，1982年10月15日—），加拿大女子冰球运动员。她曾代表加拿大国家队参加2006年、2010年和2014年冬季奥林匹克运动会冰球比赛，获得三枚金牌。